# ميليا جيجيتش
ميليا جيجيتش هو لاعب كرة قدم بوسني في مركز الدفاع، ولد في 28 فبراير 1979 في سراييفو في البوسنة والهرسك. لعب مع غرافيتشار بيوغراد ونادي بوراتس بانيا لوكا ونادي قبله ونادي كيتشي ونادي موغرن.

## وصلات خارجية
- ميليا جيجيتش على موقع قاعدة بيانات كرة القدم.إي يو (الإنجليزية)
- ميليا جيجيتش على موقع عالم كرة القدم.نت (الإنجليزية)